# Отчаянные дегустаторы отправляются…
«Отчаянные дегустаторы отправляются…» — телевизионная передача, рассказывающая об истории пищи в Великобритании, Франции и Древнем Риме. Передача создана каналом «Би-би-си», и её транслировали с 20 мая 2008 года.

## Сюжет
Писатель и ресторанный критик Джайлз Корен вместе с известной британской комедийной актрисой, писательницей и радиоведущей Сью Перкинс «отправляются» в прошлое, чтобы жить и питаться так, как это делали в Британии в различные исторические эпохи. Их одевают в костюмы соответствующего исторического периода, направляют к доктору и затем отвозят в дом, декорированный в стиле нужной эпохи. В том же духе их там кормят, нередко приводя героев в состояние шока. В конце каждого испытания доктора приходят к удивительным выводам.

## Описание эпизодов

### Сезон 1
Пилотная серия была показана 16 апреля 2007 года. Полноценная трансляция началась с 20 мая 2008 года.
- Отчаянные дегустаторы отправляются в эпоху короля Эдуарда (пилотный выпуск программы)
- Отчаянные дегустаторы отправляются во времена Второй мировой войны
- Отчаянные дегустаторы отправляются в эпоху Реставрации
- Отчаянные дегустаторы отправляются в Викторианскую эпоху
- Отчаянные дегустаторы отправляются в семидесятые
- Отчаянные дегустаторы отправляются в эпоху королевы Елизаветы
- Отчаянные дегустаторы отправляются в эпоху Регентства

### Сезон 2
Второй сезон стартовал 15 июня 2009 года.
- Отчаянные дегустаторы отправляются в восьмидесятые
- Отчаянные дегустаторы отправляются во времена Средневековья
- Отчаянные дегустаторы отправляются во времена Французской революции
- Отчаянные дегустаторы отправляются в двадцатые
- Отчаянные дегустаторы отправляются в пятидесятые
- Отчаянные дегустаторы отправляются во времена Древнего Рима